# Salut Printemps
Pour les articles homonymes, voir Le Printemps (Debussy).
Le Printemps, FL 37, plus connu sous le titre de Salut Printemps, est un chœur avec orchestre de Claude Debussy composé en 1882 sur un poème d'Anatole de Ségur.

## Présentation
Le Printemps, à l'incipit « Salut Printemps, jeune saison », est composé en mai 1882 dans le cadre des épreuves préliminaires pour le prix de Rome (mise en loge du 13 au 19 mai), sur un texte d'Anatole de Ségur,. Cette année-là, Debussy ne sera pas admis à concourir à l'épreuve de composition de la cantate.
L'œuvre est écrite pour chœur de femmes (SSAA, avec soprano solo) et orchestre.
Le manuscrit de la partition d'orchestre du morceau est conservé à la BnF (Ms. 973c) et celui de la partition pour chœur et piano à quatre mains à la Pierpont Morgan Library de New York.
Salut Printemps est donné en première audition publique après la mort de Debussy, le 2 avril 1928 à Paris, salle Pleyel, par la Société des concerts du Conservatoire et le Chœur mixte de Paris, sous la direction de Marius-François Gaillard.
Outre les versions pour chœur et orchestre et pour chœur et piano à quatre mains de l'auteur, il existe une réduction de Marius-François Gaillard pour chœur et piano.
La partition (piano-chant) est publiée sous le titre de « Salut Printemps » par Choudens en 1928, puis en 1956 avec l'accompagnement orchestral chez le même éditeur.
La durée moyenne d'exécution de la pièce est de quatre minutes trente environ.
Dans le catalogue des œuvres du compositeur établi par le musicologue François Lesure, Le Printemps porte le numéro FL 37 (24).

## Discographie
- Claude Debussy : Music for the Prix de Rome, Hervé Niquet (dir.), Glossa / Palazzetto Bru Zane, 2009[4].
- Claude Debussy : The complete works, Warner Classics, 2018[5] :
  - version avec piano à quatre mains : CD 24, Guylaine Girard (soprano), Flemish Radio Choir, Marie-Josèphe Jude et Jean-François Heisser (piano), Hervé Niquet (dir.) ;
  - version avec orchestre : CD 24, Nadine Sautereau (soprano), Chœur de la RTF, Orchestre du Théâtre national de l'Opéra de Paris, Manuel Rosenthal (dir.).